# Loek Biesbrouck
Louis „Loek” Biesbrouck (ur. 20 lutego 1921 w Haarlemie, zm. 20 grudnia 2005 w Heemstede) – holenderski piłkarz grający na pozycji pomocnika. W swojej karierze rozegrał 19 meczów w reprezentacji Holandii.

## Kariera klubowa
Całą swoją karierę piłkarską Biesbrouck spędził w klubie RCH Heemstede. Zadebiutował w nim w 1945 roku i grał w nim do 1961 roku.

## Kariera reprezentacyjna
Biesbrouck był w kadrze na igrzyska olimpijskie w 1948 w Londynie, ale nie wystąpił w żadnym spotkaniu. W reprezentacji Holandii zadebiutował 10 grudnia 1950 roku w przegranym 2:5 towarzyskim meczu z Francją, rozegranym w Colombes. W 1952 roku był w kadrze Holandii na igrzyska olimpijskie w Helsinkach. Od 1950 do 1954 roku rozegrał w kadrze narodowej 19 meczów.